# Salomé Berlemont-Gilles
Pour les articles homonymes, voir Berlemont et Gilles.
Salomé Berlemont-Gilles, née le 8 février 1993, est une écrivaine française.

## Biographie
Issue d'une famille franco-marocaine militante, Salomé Berlemont-Gilles est titulaire d'une licence de lettres et diplômée de Sciences Po Paris. 
À vingt ans, elle remporte un concours de nouvelles et publie un court texte, Argentique, (JC Lattès, 2013). En 2020, elle publie aux éditions Grasset son premier roman, Le Premier qui tombera, qui retrace cinquante ans de la vie d'un homme et à travers son histoire, « le rêve français étiolé » d'une famille guinéenne arrivée en France dans les années 1960,. Le Premier qui tombera obtient la 5ème édition du prix Régine-Deforges en 2020 et le prix littéraire Québec-France Marie-Claire-Blais en 2022. 

## Œuvre
- 2013 : Argentique, éditions Jean-Claude Lattès  (ISBN 9782709643726)
- 2020 : Le Premier qui tombera, éditions Grasset  (ISBN 9782246814382)